# Ralph Bigod
Sir Ralph Bigod of Settrington and Mulgrave († 1461) war ein englischer Ritter.

## Leben
Sir Ralph Bigod (auch Bygod, Bigott, Bigot) war ein Sohn von Sir John Bigod und Constance, Tochter von Peter Mauley, 5. Baron Mauley. Eine Linie der Familie Bigod hatte zwischen 1141 und 1306 den Titel Earl of Norfolk inne.
Sir Ralph war in den Jahren 1451/52 und 1457/58 Sheriff of Yorkshire.
Während der Rosenkriege kämpfte Sir Ralph für das Haus Lancaster 1460 bei der Schlacht von Wakefield, 1461 bei der Zweiten Schlacht von St Albans und bei Towton.
Sir Ralph fiel am  29. März 1461 bei Towton.

## Ehe und Nachkommen
Sir Ralph war mit Dispens vom 18. Februar 1432 mit Anne Greystoke verheiratet. Sie hatten folgende Kinder:
- John († 1461 Towton)
- Henry
- Edward
- William
- George
- Thomas
- Ralph
- Richard
- Philip
- Peter
- Elizabeth ⚭ John Aske
- Anne ⚭ William Conyers, Sohn von Christopher Conyers
- Katherine
- Maud
- Agnes ⚭ Thomas Stillington